# 72è Festival Internacional de Cinema de Canes
El 72è Festival Internacional de Cinema de Canes es va dur a terme del 14 al 25 de maig de 2019. El cineasta mexicà Alejandro González Iñárritu fou escollit president del jurat. La Palma d'Or fou atorgada a la pel·lícula sud-coreana Parasite, dirigida per Bong Joon-ho; Bong esdevingué el primer director coreà en guanyar el premi.
El festival va obrir amb la comèdia de zombis The Dead Don't Die de Jim Jarmusch.el festival també va homenatjar a la cineasta francesa Agnès Varda, que va morir al març de 2019 i la va mostrar al cartell oficial del festival. La fotografia utilitzada va ser presa durant el rodatge de la seva pel·lícula de debut La Pointe Courte (1955), que posteriorment es va projectar al Festival de Cinema de Canes.

## Jurat

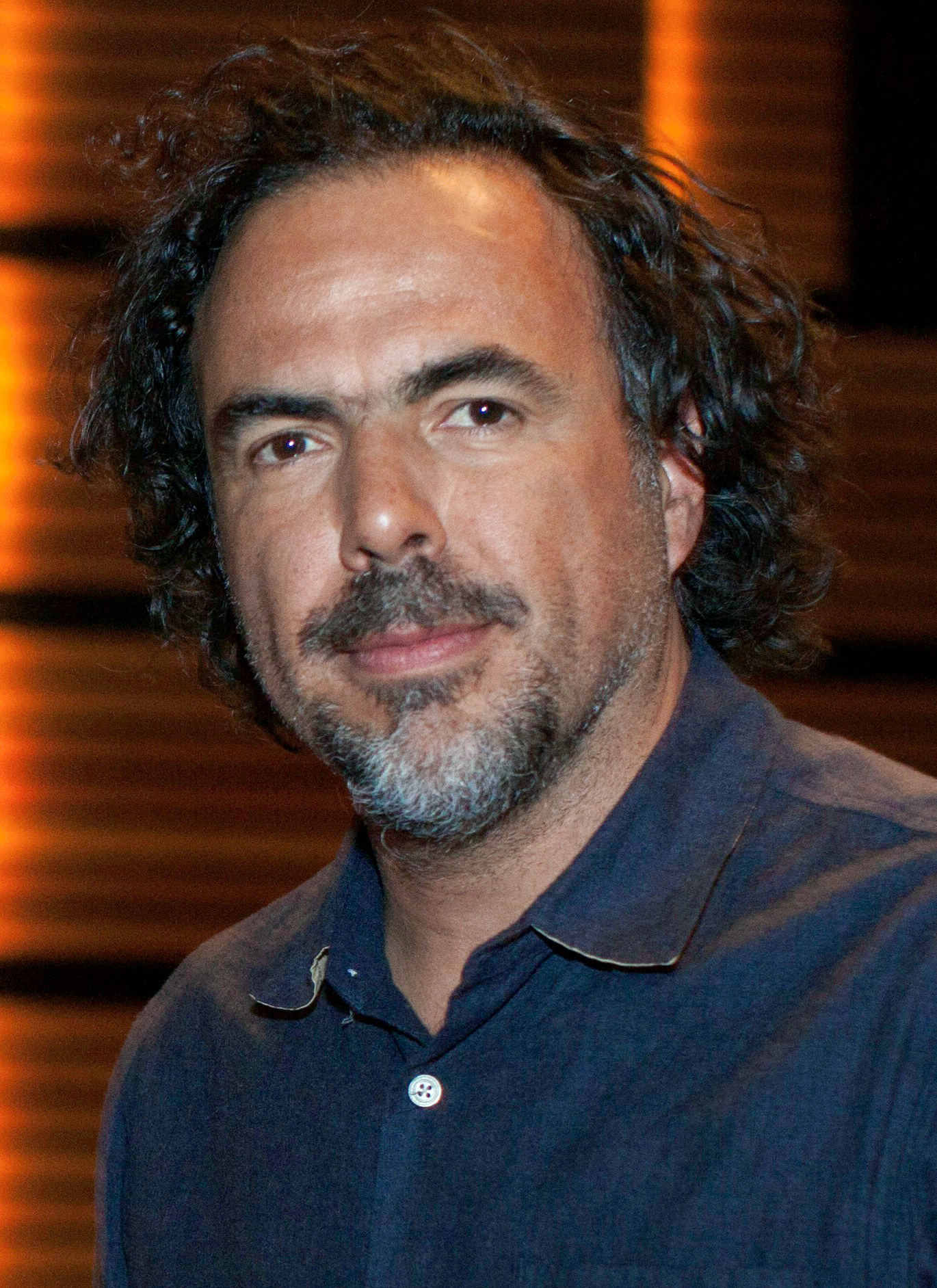
Alejandro González Iñárritu, president del jurat de la competició principal

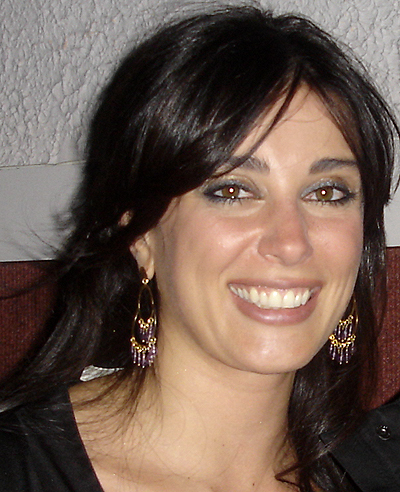
Nadine Labaki, presidenta del jurat d'Un Certain Regard

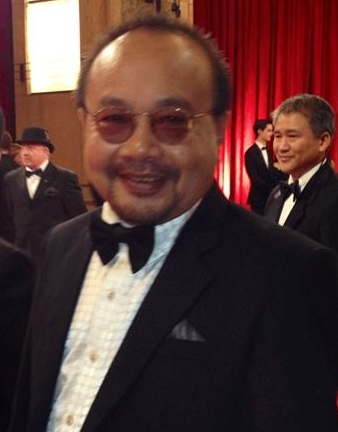
Rithy Panh, president del jurat Caméra d'or

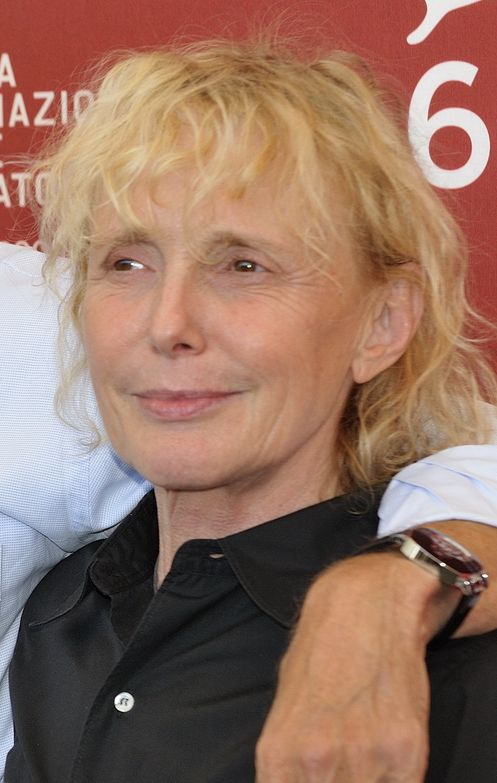
Claire Denis, presidenta del jurat Cinéfondation i curtmetratges

### Competició principal
- Alejandro González Iñárritu, director mexicà, president[3]
- Enki Bilal, French author, artist and filmmaker[7]
- Robin Campillo, cineasta francès[7]
- Maimouna N'Diaye, actriu i cineasta senegalesa[7]
- Elle Fanning, actriu estatunidenca[7]
- Yorgos Lanthimos, director grec[7]
- Paweł Pawlikowski, director polonès[7]
- Kelly Reichardt, cineasta estatunidenca[7]
- Alice Rohrwacher, directora italiana[7]

### Un Certain Regard
- Nadine Labaki, cineasta libanesa, presidenta[8][9]
- Marina Foïs, actriu francesa[9]
- Nurhan Sekerci-Porst, productor alemany[9]
- Lisandro Alonso, cineasta argentí[9]
- Lukas Dhont, cineasta belga[9]

### Cinéfondation i curtmetratges
- Claire Denis, cineasta francesa, presidenta[10][11]
- Stacy Martin, actriu francobritànica[11]
- Eran Kolirin, cineasta israelià[11]
- Panos H. Koutras, cineasta grec[11]
- Cătălin Mitulescu, cineasta romanès[11]

### Càmera d'Or
- Rithy Panh, cineasta franco-cambodjà, president[12]
- Alice Diop, cineasta francesa
- Sandrine Marques, cineasta i crítica francesa
- Benoît Delhomme, cineasta francès
- Nicolas Naegelen, President Director de Polyson

### Jurats independents
Setmana Internacional de la Crítica
- Ciro Guerra, cineasta colombià, president[13][14]
- Amira Casar, actriu francoanglesa
- Marianne Slot, productora francodanesa
- Djia Mambu, periodista i crític belga-congolès
- Jonas Carpignano, cineasta italoamericà

L'Œil d'or
- Yolande Zauberman, directora francesa, presidenta[15]
- Romane Bohringer, actriu i directora francesa
- Éric Caravaca, actor i director francès
- Iván Giroud, director cubà
- Ross McElwee, documentalista estatunidenc

Queer Palm
- Virginie Ledoyen, actriu francesa, presidenta[16]
- Claire Duguet, cineasta francesa
- Kee-Yoon Kim, comediant francès
- Filipe Matzembacher, cineasta brasiler
- Marcio Reolon, cineasta brasiler

## Selecció oficial

### En competició – pel·lícules
Les següents pel·lícules competiren per la Palma d'Or:
| Títol original                               | Director(s)                              | País                                    |
| -------------------------------------------- | ---------------------------------------- | --------------------------------------- |
| Atlantique (pel·lícula) (CdO)                | Mati Diop                                | Senegal, França, Bèlgica                |
| Bacurau (QP)                                 | Kleber Mendonça Filho, Juliano Dornelles | Brasil                                  |
| The Dead Don't Die (pel·lícula d'apertura)   | Jim Jarmusch                             | Estats Units                            |
| Frankie (QP)                                 | Ira Sachs                                | Estats Units, França, Portugal, Bèlgica |
| A Hidden Life                                | Terrence Malick                          | Estats Units, Alemanya                  |
| It Must Be Heaven                            | Elia Suleiman                            | França, Canadà                          |
| Little Joe                                   | Jessica Hausner                          | Àustria, Alemanya, Regne Unit           |
| Matthias et Maxime (QP)                      | Xavier Dolan                             | Canadà                                  |
| Les Misérables (CdO)                         | Ladj Ly                                  | França                                  |
| Mektoub, My Love: Intermezzo                 | Abdellatif Kechiche                      | França                                  |
| Roubaix, une lumière (QP)                    | Arnaud Desplechin                        | França                                  |
| Once Upon a Time in Hollywood                | Quentin Tarantino                        | Estats Units                            |
| Dolor y gloria (QP)                          | Pedro Almodóvar                          | Espanya                                 |
| Parasite (기생충)                            | Bong Joon-ho                             | Corea del Sud                           |
| Portrait de la jeune fille en feu (QP)       | Céline Sciamma                           | França                                  |
| Sibyl                                        | Justine Triet                            | França                                  |
| Sorry We Missed You                          | Ken Loach                                | Regne Unit                              |
| Il traditore                                 | Marco Bellocchio                         | Itàlia                                  |
| La Gomera                                    | Corneliu Porumboiu                       | Romania, França, Alemanya               |
| Nan Fang Che Zhan De Ju Hui (南方车站的聚会) | Diao Yinan                               | R.P. de la Xina                         |
| Le jeune Ahmed                               | Jean-Pierre Dardenne, Luc Dardenne       | Bèlgica                                 |

(CdO) indica pel·lícula elegible a la Caméra d'Or com a debut com a director.
(QP) indica pel·lícula elegible a la Palma Queer.

### Un Certain Regard
Les següents pel·lícules foren seleccionades per competir a Un Certain Regard:
| Títol original                            | Director(s)                        | País                       |
| ----------------------------------------- | ---------------------------------- | -------------------------- |
| Adam (QP)                                 | Maryam Touzani                     | Marroc                     |
| Dylda (QP) Дылда                          | Kantemir Balagov                   | Rússia                     |
| La famosa invasione degli orsi in Sicilia | Lorenzo Mattotti                   | França, Itàlia             |
| La femme de mon frère (CdO)               | Monia Chokri                       | Canadà                     |
| Bull (CdO)                                | Annie Silverstein                  | Estats Units               |
| The Climb (CdO)                           | Michael Covino                     | Estats Units               |
| O que arde                                | Oliver Laxe                        | Espanya, França, Luxemburg |
| Liberté (QP)                              | Albert Serra                       | Espanya                    |
| Evge (CdO)                                | Nariman Aliev                      | Ucraïna                    |
| A vida invisível de Eurídice Gusmão       | Karim Aïnouz                       | Brasil                     |
| Jeanne                                    | Bruno Dumont                       | França                     |
| Nina Wu (灼人秘密)                        | Midi Z                             | Taiwan                     |
| Chambre 212                               | Christophe Honoré                  | França                     |
| Once in Trubchevsk (Однажды в Трубчевске) | Larissa Sadilova                   | Rússia                     |
| Papicha                                   | Mounia Meddour                     | França                     |
| Port Authority (CdO) (QP)                 | Danielle Lessovitz                 | Estats Units               |
| Summer of Changsha (CdO) 六欲天           | Zu Feng                            | R.P. de la Xina            |
| Les hirondelles de Kaboul                 | Zabou Breitman, Eléa Gobé Mévellec | França                     |

(CdO) indica pel·lícula elegible a la Caméra d'Or com a debut com a director.
(QP) indica pel·lícula elegible a la Palma Queer.

### Pel·lícules fora de competició
Les següents pel·lícules foren seleccionades per ser projectades fora de competició:
| Títol original                          | Director(s)                     | País          |
| --------------------------------------- | ------------------------------- | ------------- |
| La Belle Époque                         | Nicolas Bedos                   | França        |
| Rocketman (QP)                          | Dexter Fletcher                 | Regne Unit    |
| Diego Maradona (ŒdO)                    | Asif Kapadia                    | Regne Unit    |
| Les plus belles années d'une vie        | Claude Lelouch                  | França        |
| Too Old to Die Young                    | Nicolas Winding Refn            | Estats Units  |
| Hors normes (pel·lícula de clausura)    | Olivier Nakache i Éric Toledano | França        |
| Projeccions de mitjanit                 |                                 |               |
| The Gangster, The Cop, The Devil 악인전 | Lee Won-tae                     | Corea del Sud |
| Lux Æterna                              | Gaspar Noé                      | França        |

(QP) indica pel·lícula elegible a la Palma Queer.
(ŒdO) indica pel·lícula elegible a la Œil d'or com a documental.

### Projeccions especials
Les següents pel·lícules foren exhibides en aquesta secció:
| Títol original                    | Director(s)                  | País         |
| --------------------------------- | ---------------------------- | ------------ |
| 5B (ŒdO)                          | Dan Krauss                   | Estats Units |
| Chicuarotes                       | Gael García Bernal           | Mèxic        |
| Family Romance, LLC               | Werner Herzog                | Alemanya     |
| For Sama (ŒdO)                    | Waad Al Kateab, Edward Watts | Regne Unit   |
| Ice on Fire (ŒdO)                 | Leila Conners                | Estats Units |
| La Cordillera de los sueños (ŒdO) | Patricio Guzmán              | França, Xile |
| Que sea ley (ŒdO)                 | Juan Solanas                 | Argentina    |
| Share (CdO)                       | Pippa Bianco                 | Estats Units |
| Être vivant et le savoir          | Alain Cavalier               | França       |
| Tommaso                           | Abel Ferrara                 | Itàlia       |

(CdO) indica pel·lícula elegible a la Caméra d'Or com a debut com a director.
(ŒdO) indica pel·lícula elegible a la Œil d'or com a documental feature.

### Cinéfondation
La secció Cinéfondation se centra en les pel·lícules realitzades per estudiants a les escoles de cinema. Es van seleccionar les següents 17 entrades (14 actuacions en directe i 3 pel·lícules d'animació) de 2.000 presentacions. Sis de les pel·lícules seleccionades representen per primera vegada les escoles que participen a Cinéfondation.
| Títol                                               | Director(s)          | Escola                                                                         |
| --------------------------------------------------- | -------------------- | ------------------------------------------------------------------------------ |
| Ambience                                            | Wisam Al Jafari      | Dar al-Kalima University College of Arts and Culture, Palestine                |
| Mano a mano                                         | Louise Courvoisier   | CinéFabrique, França                                                           |
| Sto dvacet osm tisíc                                | Ondřej Erban         | FAMU, Txèquia                                                                  |
| Jeremiah (QP)                                       | Kenya Gillespie      | University of Texas at Austin, Estats Units                                    |
| Pura vida                                           | Martin Gonda         | FTF VŠMU – Film and Television Faculty, Academy of Performing Arts, Eslovàquia |
| Adam                                                | Shoki Lin            | NTU, Singapur                                                                  |
| Netek                                               | Yarden Lipshitz Louz | Sapir College, Israel                                                          |
| Solar Plexus                                        | David McShane        | NFTS, Regne Unit                                                               |
| Rosso : La Vera storia falsa del pescatore Clemente | Antonio Messana      | La Fémis, França                                                               |
| Ahogy eddig                                         | Katalin Moldovai     | Budapest Metropolitan University (METU), Hongria                               |
| Favoriten                                           | Martin Monk          | Filmakademie Wien, Àustria                                                     |
| Roadkill                                            | Leszek Mozga         | UAL, Regne Unit                                                                |
| Duszyczka                                           | Barbara Rupik        | PWSFTviT, Polònia                                                              |
| Hiêu                                                | Richard Van          | CalArts, Estats Units                                                          |
| Bamboe                                              | Flo Van Deuren       | RITCS, Bèlgica                                                                 |
| Slozhnopodchinennoe(QP)                             | Olesya Yakovleva     | St Petersburg State University of Film and Television, Rússia                  |
| 령희 Reonghee                                       | Yeon Jegwang         | Korea National University of Arts, Corea del Sud                               |

(QP) indica pel·lícula elegible a la Palma Queer.

### Curtmetratges en competició
De 4.24o presentats, els següents curtmetratges competien per Palma d'Or al millor curtmetratge:
| Títol original                           | Director(s)                     | País                        |
| ---------------------------------------- | ------------------------------- | --------------------------- |
| The Van                                  | Erenik Beqiri                   | Albània, França             |
| Anna                                     | Dekel Berenson                  | Ucraïna, Israel, Regne Unit |
| The Jump (ŒdO)                           | Vanessa Dumont, Nicolas Davenel | França                      |
| The Distance Between Us and the Sky (QP) | Vasilis Kekatos                 | Grècia, França              |
| All Inclusive                            | Teemu Nikki                     | Finlàndia                   |
| Ingen lyssnar                            | Elin Övergaard                  | Suècia                      |
| And Then the Bear                        | Agnès Patron                    | França                      |
| Parparim                                 | Yona Rozenkier                  | Israel                      |
| Monstruo Dios                            | Agustina San Martín             | Argentina                   |
| White Echo                               | Chloë Sevigny                   | Estats Units                |
| La Siesta                                | Federico Luis Tachella          | Argentina                   |

(ŒdO) indica pel·lícula elegible a la Œil d'or com a documental.
(QP) indica pel·lícula elegible a la Palma Queer.

### Cannes Classics
La programació de la secció Cannes Classics fou anunciada el 26 d'abril de 2019.

#### Restauracions
| Títol original                                      | Director(s)                     | País                     |
| --------------------------------------------------- | ------------------------------- | ------------------------ |
| 125, rue Montmartre (1959)                          | Gilles Grangier                 | França                   |
| Diary of a Nurse (1957) 护士日记                    | Tao Jin                         | R.P. de la Xina          |
| The Doors (1991)                                    | Oliver Stone                    | Estats Units             |
| Easy Rider (1969)                                   | Dennis Hopper                   | Estats Units             |
| L'Âge d'or (1930)                                   | Luis Buñuel                     | França                   |
| The Horse Thief (1986) 盗马贼                       | Tian Zhuangzhuang               | R.P. de la Xina          |
| La Cité de la peur (1994)                           | Alain Berbérian                 | França                   |
| Lásky jedné plavovlásky (1965)                      | Miloš Forman                    | Txèquia                  |
| Miracolo a Milano (1951)                            | Vittorio De Sica                | Itàlia                   |
| Moulin Rouge (1952)                                 | John Huston                     | Regne Unit               |
| Nazarín (1958)                                      | Luis Buñuel                     | Mèxic                    |
| Plogoff, des pierres contre des fusils (1980)       | Nicole Le Garrec                | França                   |
| Pasqualino Settebellezze (1975)                     | Lina Wertmüller                 | Itàlia                   |
| The Shining (1980)                                  | Stanley Kubrick                 | Estats Units, Regne Unit |
| Kanał (1957)                                        | Andrzej Wajda                   | Polònia                  |
| Toni (1934)                                         | Jean Renoir                     | França                   |
| Caméra d'Afrique (1983)                             | Férid Boughedir                 | Tunísia, França          |
| Belyy karavan (1964) თეთრი ქარავანი / Белый караван | Tamaz Meliava, Eldar Shengelaya | Geòrgia                  |
| Hakujaden 白蛇伝 (1958)                             | Taiji Yabushita                 | Japó                     |
| A tanú (1969)                                       | Péter Bacsó                     | Hongria                  |
| Le ciel est à vous (1943)                           | Jean Grémillon                  | França                   |
| Los olvidados (1950)                                | Luis Buñuel                     | Mèxic                    |

#### Documentals
| Títol original                                        | Director(s)                    | País            |
| ----------------------------------------------------- | ------------------------------ | --------------- |
| Cinecittà - I mestieri del cinema Bernardo Bertolucci | Mario Sesti                    | Itàlia          |
| Forman vs. Forman                                     | Helena Třeštíková, Jakub Hejna | Txèquia, França |
| La Passione di Anna Magnani                           | Enrico Cerasuolo               | Itàlia, França  |
| Les Silences de Johnny                                | Pierre-William Glenn           | França          |
| Making Waves: The Art of Cinematic Sound              | Midge Costin                   | Estats Units    |

### Cinéma de la Plage
El Cinéma de la Plage forma part de la selecció oficial del festival. Les projeccions a l'aire lliure al cinema de platja de Canes estan obertes al públic.
| Títol original                | Director(s)             | País                                             |
| ----------------------------- | ----------------------- | ------------------------------------------------ |
| Les Quatre Cents Coups (1959) | François Truffaut       | França                                           |
| La Cité de la peur (1994)     | Alain Berbérian         | França                                           |
| Mélodie en sous-sol (1962)    | Henri Verneuil          | França, Itàlia                                   |
| The Doors (1991)              | Oliver Stone            | Estats Units                                     |
| Hauts les filles (2019)       | François Armanet, Bayon | França                                           |
| Tigre i drac 臥虎藏龍 (2000)  | Ang Lee                 | Taiwan, Hong Kong, Estats Units, R.P. de la Xina |
| Easy Rider (1969)             | Dennis Hopper           | Estats Units                                     |
| Boyz n the Hood (1991)        | John Singleton          | Estats Units                                     |
| Les patriotes (1994)          | Éric Rochant            | França                                           |

## Seccions paral·leles

### Setmana Internacional dels Crítics
Els següents llargmetratges van ser seleccionats per ser projectats per a la Setmana de la Crítica (Semaine de la Critique):

#### Pel·lícules
| Títol original              | Director(s)          | País                                |
| --------------------------- | -------------------- | ----------------------------------- |
| Abou Leila                  | Amin Sidi-Boumédiène | Algèria, França, Qatar              |
| Hvítur, Hvítur Dagur        | Hlynur Pálmason      | Islàndia, Dinamarca, Suècia         |
| J'ai perdu mon corps        | Jérémy Clapin        | França                              |
| Ceniza negra                | Sofía Quirós Ubeda   | Costa Rica, Argentina, Xile, França |
| Nuestras madres             | César Díaz           | Guatemala, Bèlgica, França          |
| Le Miracle du Saint Inconnu | Alaa Eddine Aljem    | Marroc, França, Qatar               |
| Vivarium                    | Lorcan Finnegan      | Irlanda, Bèlgica, Dinamarca         |

#### Curtmetratges
| Títol original              | Director(s)      | País                        |
| --------------------------- | ---------------- | --------------------------- |
| Kolektyvinai Sodai          | Vytautas Katkus  | Lituània                    |
| Ikki illa meint             | Andrias Høgenni  | Dinamarca, Illes Fèroe      |
| Journey Through a Body (QP) | Camille Degeye   | França                      |
| ' Ultimul drum spre mare    | Adi Voicu        | Romania                     |
| Lucía en el limbo           | Valentina Maurel | Bèlgica, França, Costa Rica |
| The Manila Lover (QP)       | Johanna Pyykkö   | Noruega, Filipines          |
| Día de Festa                | Sofia Bost       | Portugal                    |
| She Runs (QP)               | Qiu Yang         | R.P. de la Xina, França     |
| Fakh                        | Nada Riyadh      | Egipte, Alemanya            |
| Mardi de 8 à 18             | Cecilia de Arce  | França                      |

(QP) indica pel·lícula elegible a la Palma Queer.

#### Projeccions especials
| Títol original                                                              | Director(s)          | País                                  |
| --------------------------------------------------------------------------- | -------------------- | ------------------------------------- |
| Features                                                                    |                      |                                       |
| Dwelling in the Fuchun Mountains 春江水暖 (pel·lícula de clausura)          | Gu Xiaogang          | R.P. de la Xina                       |
| Les héros ne meurent jamais                                                 | Aude Léa Rapin       | França, Bèlgica, Bòsnia i Hercegovina |
| Litigante (pel·lícula d'apertura)                                           | Franco Lolli         | Colòmbia, França                      |
| Tu mérites un amour (QP)                                                    | Hafsia Herzi         | França                                |
| Curtmetratges (1)                                                           |                      |                                       |
| Demonic                                                                     | Pia Borg             | Austràlia                             |
| Naptha                                                                      | Moin Hussain         | Regne Unit                            |
| Please Speak Continuously and Describe Your Experiences as They Come to You | Brandon Cronenberg   | Canadà                                |
| Curtmetratges (2)                                                           |                      |                                       |
| Invisível Herói                                                             | Cristèle Alves Meira | Portugal, França                      |
| Tenzo                                                                       | Katsuya Tomita       | Japó                                  |

(QP) indica pel·lícula elegible a la Palma Queer.

#### Invitació
Pel·lícules del Festival Internacional de Cinema de Morelia:
| Títol original           | Director(s)           | País   |
| ------------------------ | --------------------- | ------ |
| Satán                    | Carlos Tapia González | Suïssa |
| San Miguel               | Cris Gris             | Mèxic  |
| La chica con dos cabezas | Betzabé García        | Mèxic  |
| El aire Delgado          | Pablo Giles           | Mèxic  |

### Quinzena dels directors
Les següents pel·lícules foren exhibides en la Quinzena dels directors de 2019 (Quinzaine des Réalizateurs):

#### Pel·lícules
| Títol original                  | Director(s)        | País                               |
| ------------------------------- | ------------------ | ---------------------------------- |
| Alice et le Maire               | Nicolas Pariser    | França                             |
| Une fille facile                | Rebecca Zlotowski  | França                             |
| And Then We Danced (QP)         | Levan Akin         | Suècia, Geòrgia                    |
| Perdrix (CdO)                   | Erwan Le Duc       | França                             |
| On va tout péter                | Lech Kowalski      | França                             |
| Le daim (pel·lícula d'apertura) | Quentin Dupieux    | França                             |
| Koirat eivät käytä housuja      | J-P Valkeapää      | Finlàndia, Letònia                 |
| Hatsukoi                        | Takashi Miike      | Japó, Regne Unit                   |
| Por el dinero                   | Alejo Moguillansky | Argentina                          |
| Ghost Tropic                    | Bas Devos          | Bèlgica                            |
| Give Me Liberty                 | Kirill Mikhanovsky | Estats Units                       |
| Ang Hupa                        | Lav Diaz           | Filipines, R.P. de la Xina         |
| The Lighthouse                  | Robert Eggers      | Canadà, Estats Units               |
| Les particules (CdO)            | Blaise Harrison    | Suïssa, França                     |
| Lillian                         | Andreas Horvath    | Àustria                            |
| Oleg                            | Juris Kursietis    | Letònia, Bèlgica, Lituània, França |
| Parwareshgah                    | Shahrbanoo Sadat   | Dinamarca, Afganistan, França      |
| Sem seu sangue (CdO)            | Alice Furtado      | Brasil, Països Baixos, França      |
| Canción sin nombre (CdO)        | Melina León        | Perú, Suïssa                       |
| Tlamess (QP)                    | Ala Eddine Slim    | Tunísia, França                    |
| Huo zhe chang zhe 活着唱着      | Johnny Ma          | R.P. de la Xina, França            |
| Wounds                          | Babak Anvari       | Estats Units                       |
| Yves (pel·lícula de clausura)   | Benoît Forgeard    | França                             |
| Zombi Child (QP)                | Bertrand Bonello   | França                             |

(CdO) indica pel·lícula elegible a la Caméra d'Or com a debut com a director.
(QP) indica pel·lícula elegible a la Palma Queer.

#### Projeccions especials
| Títol original      | Director(s)      | País         |
| ------------------- | ---------------- | ------------ |
| Red 11              | Robert Rodriguez | Estats Units |
| The Staggering Girl | Luca Guadagnino  | Itàlia       |

#### Curt i migmetratges
| Títol original                                               | Director(s)                   | País                                 |
| ------------------------------------------------------------ | ----------------------------- | ------------------------------------ |
| Plaisir fantôme                                              | Morgan Simon                  | França                               |
| Grand Bouquet (QP)                                           | Nao Yoshigai                  | Japó                                 |
| Je te tiens                                                  | Sergio Caballero              | Espanya                              |
| Les Extraordinaires Mésaventures de la jeune fille de pierre | Gabriel Abrantes              | França, Portugal                     |
| Movements                                                    | Jeong Da-hee                  | Corea del Sud                        |
| Olla                                                         | Ariane Labed                  | França, Regne Unit                   |
| Piece of Meat                                                | Jerrold Chong, Huang Junxiang | Singapur                             |
| Hãy Tỉnh Thức và Sẵn Sàng                                    | An Pham Thien                 | Vietnam, Corea del Sud, Estats Units |
| That Which Is to Come Is Just a Promise                      | Flatform                      | Itàlia, Països Baixos, Nova Zelanda  |
| Deux sœurs qui ne sont pas sœurs                             | Beatrice Gibson               | Regne Unit, Alemanya, Canadà, França |

(QP) indica pel·lícula elegible a la Palma Queer.

#### Exhibició
| Títol original                                      | Director(s)                       | País |
| --------------------------------------------------- | --------------------------------- | ---- |
| Go Where You Look! (Aloft, Chalkroom i To the Moon) | Laurie Anderson, Hsin-Chien Huang |      |

### ACID
Les següents pel·lícules foren seleccionades per ser projectades per l'Associació pel Cinema Independent i la seva Distribució (ACID):

#### Pel·lícules
| Títol original         | Director(s)                             | País                                |
| ---------------------- | --------------------------------------- | ----------------------------------- |
| Rêve de jeunesse       | Alain Raoust                            | França, Portugal                    |
| L'Angle mort           | Pierre Trividic, Patrick-Mario Bernard  | França                              |
| Des Hommes (ŒdO)       | Alice Odiot, Jean-Robert Viallet        | França                              |
| Indianara (ŒdO)(QP)    | Aude Chevalier-Beaumel, Marcelo Barbosa | Brasil                              |
| Kongo (ŒdO)            | Hadrien La Vapeur, Corto Vaclav         | França                              |
| Mickey and the Bear    | Annabelle Attanasio                     | Estats Units                        |
| Solo (ŒdO)             | Artemio Benki                           | França, Txèquia, Argentina, Àustria |
| Take Me Somewhere Nice | Ena Sendijarević                        | Països Baixos, Bòsnia i Hercegovina |
| Vif-argent             | Stéphane Batut                          | França                              |

(ŒdO) indica pel·lícula elegible a l'Œil d'or com a documental.
(QP) indica pel·lícula elegible a la Palma Queer.

#### ACID Trip #3 -Argentina
| Títol original                   | Director(s)          | País                                 |
| -------------------------------- | -------------------- | ------------------------------------ |
| Breve historia del planeta verde | Santiago Loza        | Argentina, Brasil, Alemanya, Espanya |
| Las Vegas                        | Juan Villegas        | Argentina                            |
| Sangre blanca                    | Barbara Sarasola-Day | Argentina                            |

## Premis

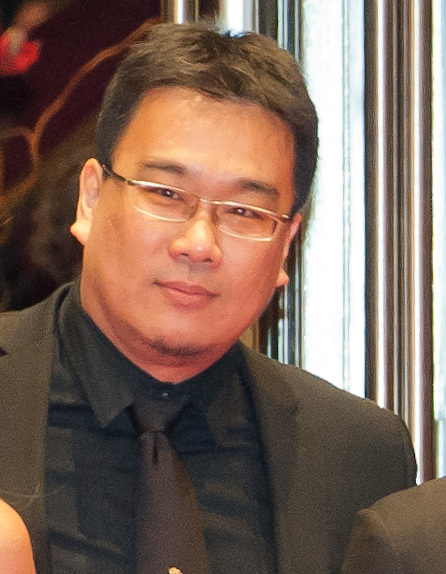
Bong Joon-ho, guanyador de la Palma d'Or

### Premis oficials

#### En competició
Els següents premis foren atorgats a les pel·lícules mostrades en competició:
- Palma d'Or: Parasite de Bong Joon-ho
- Grand Prix: Atlantique (pel·lícula) de Mati Diop
- Premi del Jurat:
  - Bacurau de Kleber Mendonça Filho i Juliano Dornelles
  - Les Misérables de Ladj Ly
- Millor director: Jean-Pierre i Luc Dardenne per Le jeune Ahmed
- Millor actriu: Emily Beecham per Little Joe
- Millor actor: Antonio Banderas per Dolor y gloria
- Millor guió: Céline Sciamma per Portrait de la jeune fille en feu
- Menció especial: Elia Suleiman per It Must Be Heaven

#### Un Certain Regard
- Premi Un Certain Regard: A vida invisível de Eurídice Gusmão de Karim Aïnouz[29]
- Premi del Jurat Un Certain Regard: O que arde d'Oliver Laxe
- Premi Un Certain Regard al millor director: Kantemir Balagov per Dylda
- Premi del Jurat Un Certain Regard a la millor actuació: Chiara Mastroianni per Chambre 212
- Premi Especial del jurat Un Certain Regard: 
  - Albert Serra per Liberté
  - Bruno Dumont per Jeanne
- Premi Coup de Cœur:
  - La femme de mon frère de Monia Chokri
  - The Climb de Michael Angelo Covino

#### Càmera d'Or
- Caméra d'Or: Nuestras madres de César Díaz

#### Curtmetratges
- Palma d'Or al millor curtmetratge: The Distance Between Us and the Sky de Vasilis Kekatos
- Menció Especial: Monster God de Agustina San Martín

#### Cinéfondation
- Primer premi: Mano a mano de Louise Courvoisier[30]
- Segon premi: Hiêu de Richard Van
- Tercer Premi: 
  - Ambience de Wisam Al Jafari
  - The Little Soul de Barbara Rupik

#### Palma d'Or honorífica
- Palma d'Or honorífica: Alain Delon[31][32][33]

### Premis independents

#### Premis FIPRESCI
- En competició: It Must Be Heaven d'Elia Suleiman[34]
- Un Certain Regard: Dylda de Kantemir Balagov
- Secció paral·lela: The Lighthouse de Robert Eggers (Directors' Fortnight)

#### Premi Ecumènic
- Premi del Jurat Ecumènid: A Hidden Life de Terrence Malick[35]

#### Setmana Internacional de la Crítica
- Gran Premi Nespresso: J'ai perdu mon corps de Jérémy Clapin[36]
- Premi Leitz Cine Discovery al curtmetratge: She Runs de Qiu Yang
- Premi Louis Roederer Foundation Rising Star: Ingvar E. Sigurðsson per Hvítur, Hvítur Dagur
- Premi Fundació Gan per la distribució: Vivarium de Lorcan Finnegan
- Premi SACD: Nuestras madres de César Díaz
- Premi Canal+ al curtmetratge: Ikki Illa Meint d'Andrias Høgenni

#### Quinzena dels Directors
- Premi Europa Cinemas Label a la millor pel·lícula europea: Alice et le Maire de Nicolas Pariser[37]
- Premi SACD a la millor pel·lícula en llengua francesa: Une fille facile de Rebecca Zlotowski[38]
- Premi Illy al curtmetratge: Stay Awake, Be Ready de Pham Thien An
- Carrosse d'Or: John Carpenter[39]

#### L'Œil d'or
- L'Œil d'or: 
  - For Sama de Waad al-Kateab i Edward Watts[40]
  - The Cordillera of Dreams de Patricio Guzmán

#### Palma Queer
- Premi Premi Queer: Portrait de la jeune fille en feu de Céline Sciamma[41]
- Palma Queer al curtmetratge: The Distance Between Us and the Sky de Vasilis Kekatos

#### Prix François Chalais
- Premi François Chalais: A Hidden Life de Terrence Malick[42]

#### Premi Cannes Soundtrack
- Premi Cannes Soundtrack: Alberto Iglesias per Dolor y gloria[43]

#### Premi Vulcan a l'artista tècnic
- Premi Vulcan: Flora Volpelière (editing) i Julien Poupard (fotografia) per Les Misérables[44]
- Menció especial: Claire Mathon per Atlantique (pel·lícula) i Portrait de la jeune fille en feu (cinematography)
- Menció direcció artística: Lee Ha-jun per Parasite

#### Palma Dog
- Premi Palma Dog: Brandy per Once Upon a Time in Hollywood[45]
- Gran Premi del Jurat: 
  - Repartiment caní a Little Joe
  - Repartiment caní a Aasha and the Street Dogs (Marché du Film)
- Premi Palma DogManitarian: Google pel seu suport als gossos al lloc de treball
- Premi Underdog: The Unadoptable

#### Trophée Chopard
- Trophée Chopard: François Civil i Florence Pugh[46]

#### Pierre Angénieux Excellens in Cinematography
- Pierre Angénieux Excellens in Cinematography: Bruno Delbonnel[47]
- Special Encouragement Award per promising cinematographer: Modhura Palit[48]